# Ольмей
Пісню свою почнемо ми від муз геліконських, що мають

На Геліконі житло, на великій горі божественній,

Попри блакитну криницю своїми стрункими ногами

Довкола вівтаря Зевса могутнього танці виводять,

Гарні скупавши тіла у холодних Термесових хвилях

Або в воді Гіпокрени, чи в хвилях святого Ольмея.

Аж на вершок Гелікону виводять свої хороводи,

Гарні, чарівні, дрібцюючи ніжними мірно ногами.

Відси, окутані млою густою, вони вилітають,

Поночі понад землею виводять прегарнії співи.
Гесіод. Теогонія. Вірші 1-10.
Ольме́й (грец. Ὀλμειοῦ; лат. Olmeius) — річка в Греції, в Беотії, на горі Гелікон. Притока річки Пермес. У грецькій міфології — однойменне річкове божество. У «Теогонії» Гесіода називається святим джерелом, місцем купання муз.